# بعدش چی
بعدش چی ؟(به زبان هندی: Next Enti) یک فیلم سینمایی هندی در ژانرکمدی عاشقانه به کارگردانی کونال کوهلی است.   این فیلم در تاریخ ۷ دسامبر ۲۰۱۸ اکران شد.

## خلاصه داستان
داستان فیلم درباره ی دختری بسیار پیچیده در مسائل عاطفی میباشد که پسری ساده عاشقش میشود و حالا سختی های زیادی برای این عشق باید تحمل کند و..

## تولید
فیلمبرداری اصلی در اواخر ماه مه ۲۰۱۷ در لندن آغاز شد.   